# 诺济耶尔 (谢尔省)
诺济耶尔（法語：Nozières，法語發音：[nozjɛʁ]）是法国谢尔省的一个市镇，位于该省南部，属于圣阿芒蒙龙区。

## 地理
诺济耶尔（46°43'52"N, 2°26'4"E）面积10.35 平方千米，位于法国中央-卢瓦尔河谷大区谢尔省，该省份为法国中部省份，北起卢瓦雷省，西接卢瓦-谢尔省和安德尔省，南至克勒兹省，东南接阿列省，东临涅夫勒省。
与诺济耶尔接壤的市镇（或旧市镇、城区）包括：布吕埃尔-阿利尚、法尔日阿利尚、奥尔瑟奈、奥尔瓦勒、瓦勒奈。
诺济耶尔的时区为UTC+01:00、UTC+02:00（夏令时）。

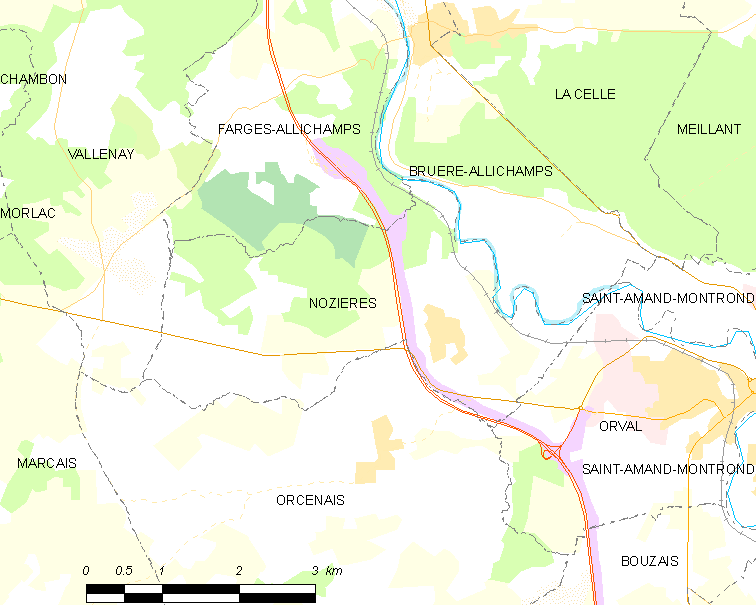
诺济耶尔的OSM定位图

## 行政
诺济耶尔的邮政编码为18200，INSEE市镇编码为18169。

## 政治
诺济耶尔所属的省级选区为圣阿芒蒙龙县。

## 人口

1962-2008年间诺济耶尔人口变化图示

诺济耶尔于2022年1月1日时的人口数量为234人。